# 瑞茂通
瑞茂通供应链管理股份有限公司（英文名CCS Supply Chain Management Co., Ltd，以下简称“瑞茂通”或者“CCS”）是中国一家主营煤炭、石油、农产品、可再生能源等品种的大宗商品供应链管理服务商。中国总部位于北京，海外总部位于新加坡。
瑞茂通是中国煤炭运销协会进出口专业委员会副秘书长单位。瑞茂通2017年以来，瑞茂通已连续7年入围《财富》杂志中国500强排行榜，在2023年《财富》杂志中国500强中位列第276位。

## 概述
瑞茂通供应链管理股份有限公司成立于2000年，2012年8月在上海证券交易所挂牌上市（股票代码：600180）。
瑞茂通主要经营大宗商品供应链管理业务。在中国大陆地区，瑞茂通主要在煤炭、石油 、农产品、可再生能源等领域开展大宗商品供应链管理业务；在中国大陆以外的地区经营煤炭、石油 、农产品、可再生能源及船运业务。
2011年，瑞茂通在新加坡、印度尼西亚设立分公司。2013年在新加坡成立主营油品业务的子公司REX COMMODITIES PTE.LTD. ，同年拿到两张新加坡GTP（全球贸易计划）牌照。经过近13年发展，瑞茂通目前已在美国、俄罗斯、日本、韩国、越南等30余个国家和地区设立了57家办事机构。
2021年時，子公司REX获得国际永续发展与碳验证机构认证 (International Sustainability & Carbon Certification)。2022年入选印度尼西亚政府评选的“Global Champion – Kelas Usaha Swasta”，也成为国际煤炭价格指数 Indonesia Coal Price Index (ICI) 编委成员。
截至2023年底，瑞茂通累计发运煤炭4829万吨，国际煤炭业务占其中3309万吨，同比增长29.23%。截至2023年底，瑞茂通油品转口量150万吨，营收近10亿美元，占总营收的16.88%。
除大宗商品供应链管理业务以外，瑞茂通还与地方政府平台、国有企业及金融机构成立合资公司，目前已成立合资公司二十余家。为满足河南市场粮油需求，瑞茂通还开展产业投资，与河南省沈丘县政府投资合作建设大豆加工厂项目，开展粮油加工业务。